# Östra Frölunda församling
Östra Frölunda församling var en församling i Göteborgs stift och i Svenljunga kommun. Församlingen uppgick 2006 i Kindaholms församling.

## Administrativ historik
Församlingen har medeltida ursprung. Före den 1 januari 1886 (ändring enligt beslut den 17 april 1885) var namnet Frölunda församling.
Församlingen var till 2006 annexförsamling i pastoratet Kalv, Håcksvik, Mårdaklev och Östra Frölunda. Församlingen uppgick 2006 i Kindaholms församling.

## Kyrkor
- Östra Frölunda kyrka